# اسفنج شبکه‌ای قرمز
اسفنج شبکه‌ای قرمز (نام علمی: Zyzzyzus warreni) نام یک گونه از رده آب‌سان‌زیان است.